# Adolphe Puissant
Adolphe Puissant est un architecte belge né le 11 décembre 1878 à Braine-le-Comte et mort le 24 octobre 1950 à Woluwe-Saint-Pierre.  

## Biographie
Né à Braine-le-Comte le 11 décembre 1878, Adolphe Célestin Louis Joseph Puissant est le fils d'Adolphe Puissant, négociant, et de Mathilde Huet. Il se marie le 5 mars 1904 avec à Alice Mulle à Saint-Gilles. 
Diplômé de l'académie de Bruxelles en 1902, il est rapidement sensible à l'organisation de la pratique professionnelle. Dès 1908, il est actif à la Société centrale d'architecture de Belgique (SCAB). Il en est le secrétaire en 1910, vice-président de 1922 à 1924 et président de 1924 à 1926. Il rédige des articles sur les innovations techniques dans la construction. Il construit plusieurs habitations à Bruxelles et dans les environs. 
Après la Première Guerre mondiale, se basant sur les dessins de fermes campinoises traditionnelles, relevé qu'il réalise lors du conflit, il développe une architecture régionaliste mais en y appliquant de nouvelles conceptions fonctionnalistes. C'est dans cet esprit qu'il conçoit la maison communale et l'école pour fille de Schaffen en 1919 et le château de Zillebeke en 1920. 
Dans l'entre-deux-guerres, il joue un rôle notable dans la reconstruction et le logement social. Ceci en tant qu'urbaniste, conseiller technique et auteur. À cette époque, il est également enseignant à l'École technique du bâtiment et des travaux publics, à l'académie de Bruxelles et à l'Institut d'urbanisme de l'Université libre de Bruxelles. 
Il réalise des ensembles de logements ouvriers collectifs à Laeken, Herentals, Molenbeek-Saint-Jean, Vilvorde, Couillet, et Monceau-sur-Sambre. Il poursuit également la construction de résidences dans les environs de Bruxelles ainsi qu'à la côte belge. Il dessine la maison communale de Souvret en 1930 et participe au concours pour l'aménagement du quartier de Linkeroever (Rive gauche) à Anvers en 1933. 
Sa dernière œuvre notable est l'Institut Arthur Gailly, institut médico-chirurgical à Charleroi, où il conçoit également les Grands Magasins de l'Arc-en-ciel.
Il était conseiller artistique à l'Administration centrale de l'Urbanisme.

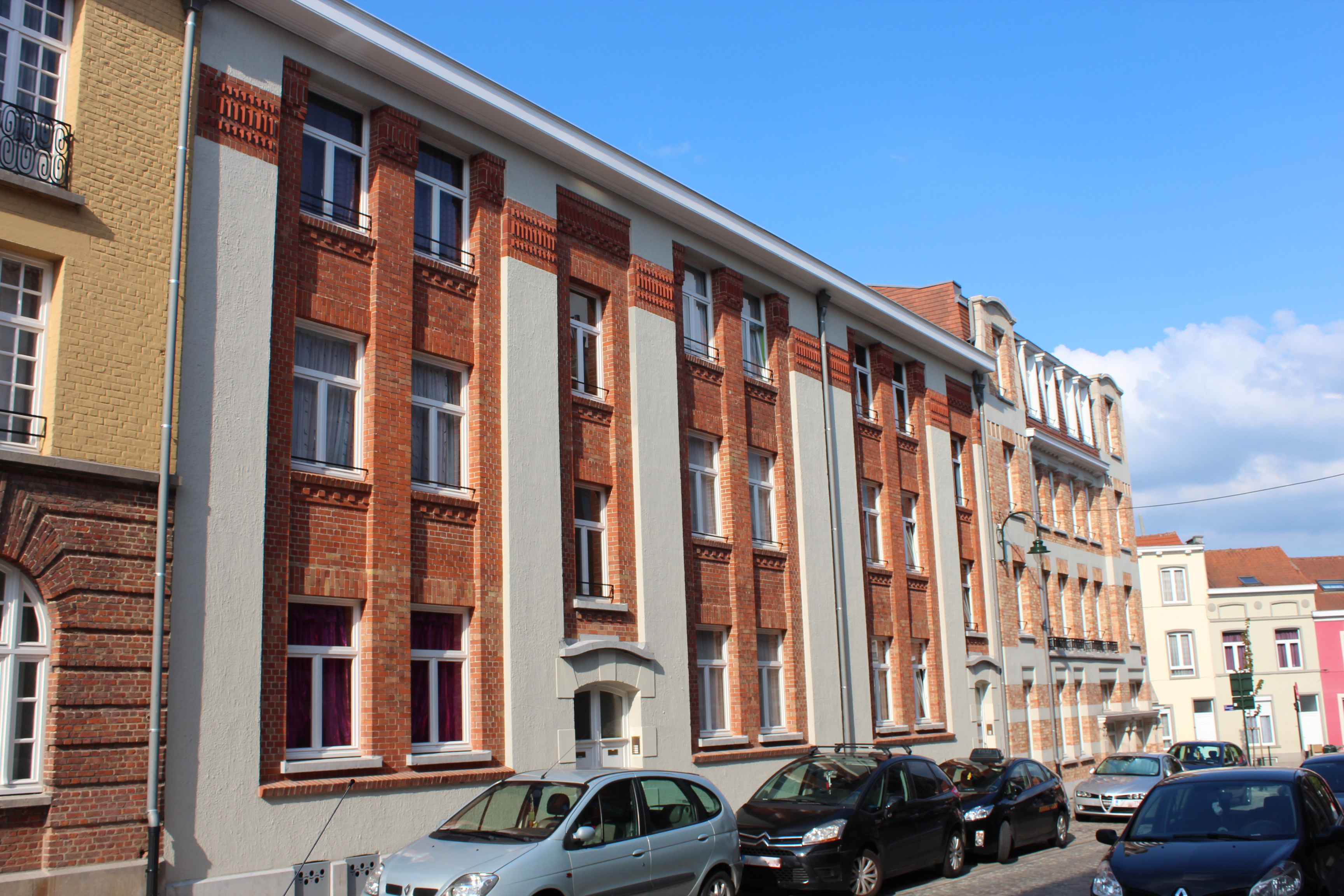
Logements sociaux du Foyer Laekenois à Bruxelles.
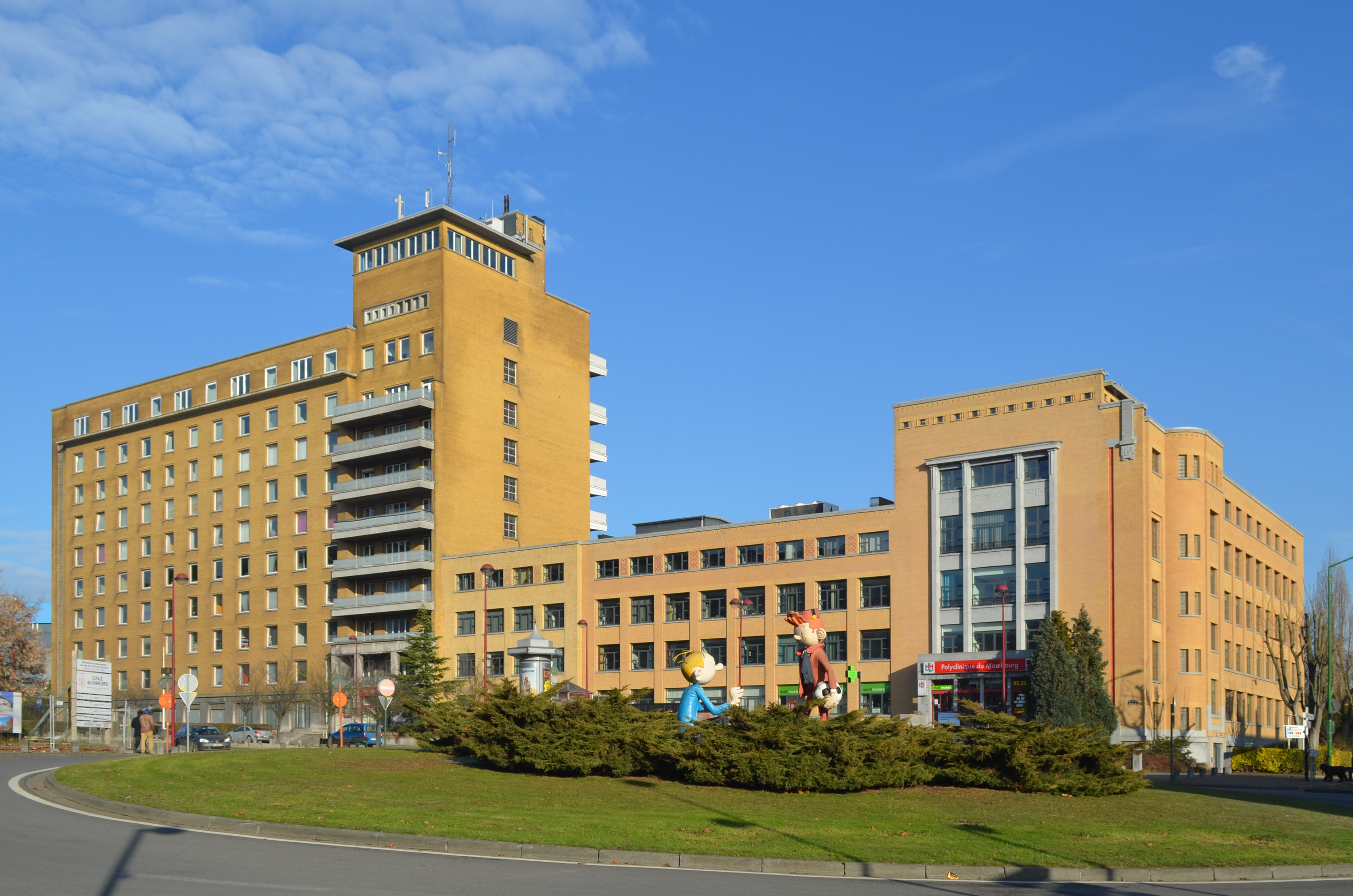
Institut Arthur Gailly à Charleroi (partie à droite).
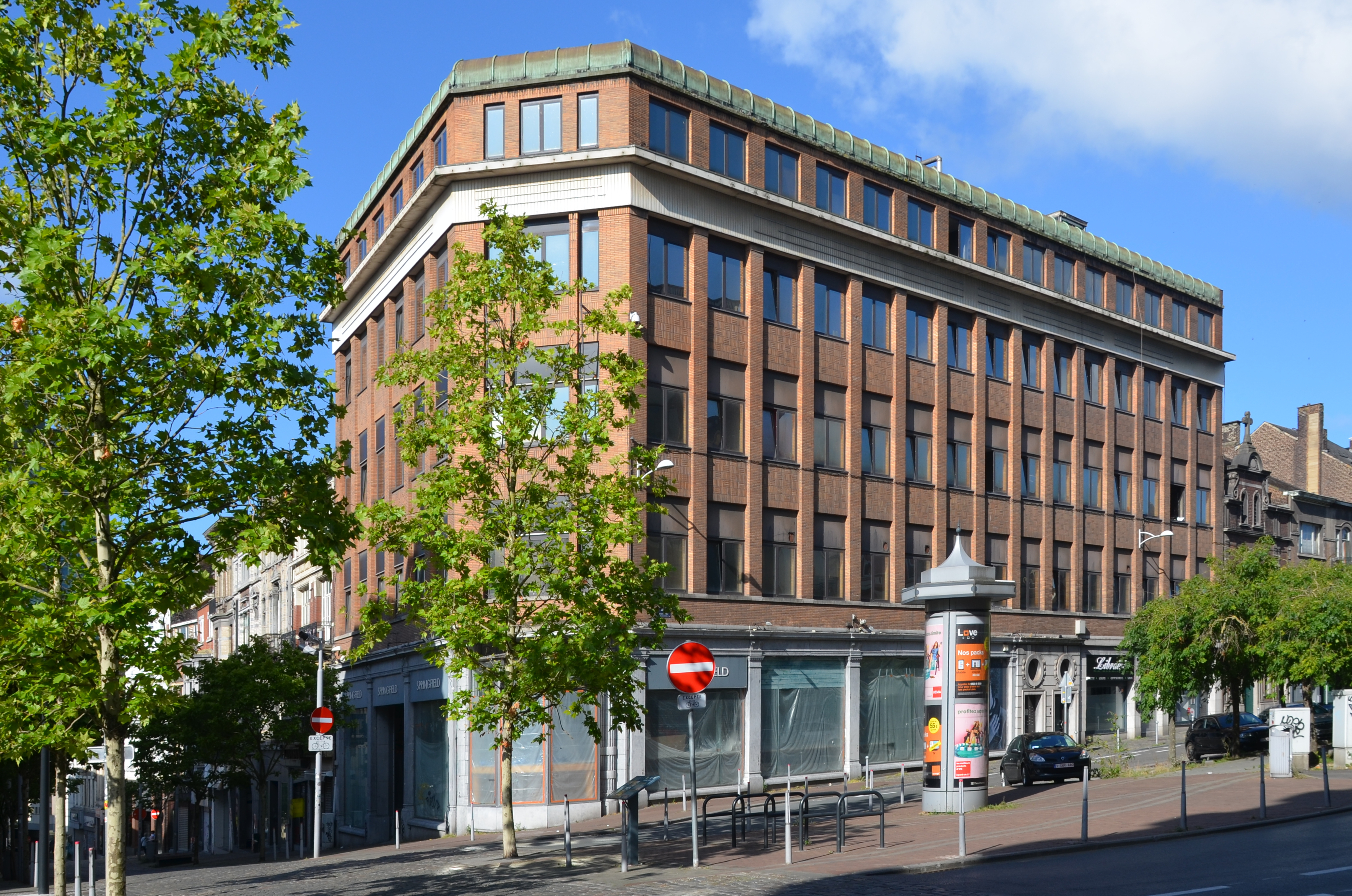
Grands Magasins de l'Arc-en-ciel à Charleroi.

## Œuvre
- Monument Francisco Ferrer
- Grands Magasins de l'Arc-en-ciel
- Institut Arthur Gailly